# Elacatinus evelynae
Elacatinus evelynae és una espècie de peix de la família dels gòbids i de l'ordre dels perciformes que es troba des de les Bahames i les Petites Antilles fins al nord de Sud-amèrica. També és present a l'oest del Carib.
Els mascles poden assolir els 4 cm de longitud total.